# فلوریس تیکنس

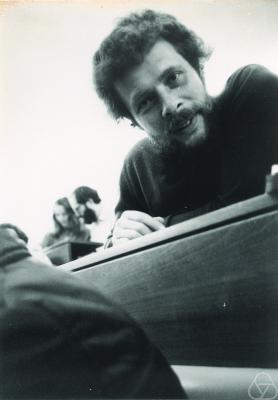
فلوریس تیکنس در سال ۲۰۰۸

فلوریس تِیکِنس متولد ۱۲ نوامبر سال ۱۹۴۰ و درگذشتهٔ ۲۰ ژوئن سال ۲۰۱۰، ریاضی‌دان اهل هلند بوده است. او به دلیل کار در نظریه آشوب شهرت دارد.
او به همراه دیوید روئل، آشفتگی در سیالات را پیش‌بینی کرد. به اعتقاد او آشفتگی سیالات می‌تواند از رهگذر جاذب شگفت انجام پذیرد. پیش‌بینی آنها بعداً به تجربه تأیید شد و نتیجه آن خود را در قضیه تیکنس نشان داد. این قضیه نشان می‌دهد که سامانه‌های پویا را چگونه از منظر سری‌های زمانی بازسازی کنیم.